# Обухово (Бузулуцький район)
О́бухово (рос. Обухово) — селище у складі Бузулуцького району Оренбурзької області, Росія.

## Населення
Населення — 142 особи (2010; 161 у 2002).
Національний склад (станом на 2002 рік):
- росіяни — 76 %